# Carcasí
Carcasí è un comune della Colombia facente parte del dipartimento di Santander.
L'abitato venne fondato da José Lorenzo de Rojas Camacho nel 1770.